# グリネル (アイオワ州)
グリネル（Grinnell）は、アメリカ合衆国アイオワ州中部、ポウシーク郡西端に位置する都市。州都デモインの東約80kmに位置する。人口は9,218人（2010年国勢調査）で、郡最大の都市である。アイオワ州随一の私立リベラル・アーツ・カレッジであるグリネル大学の大学町である。

## 歴史

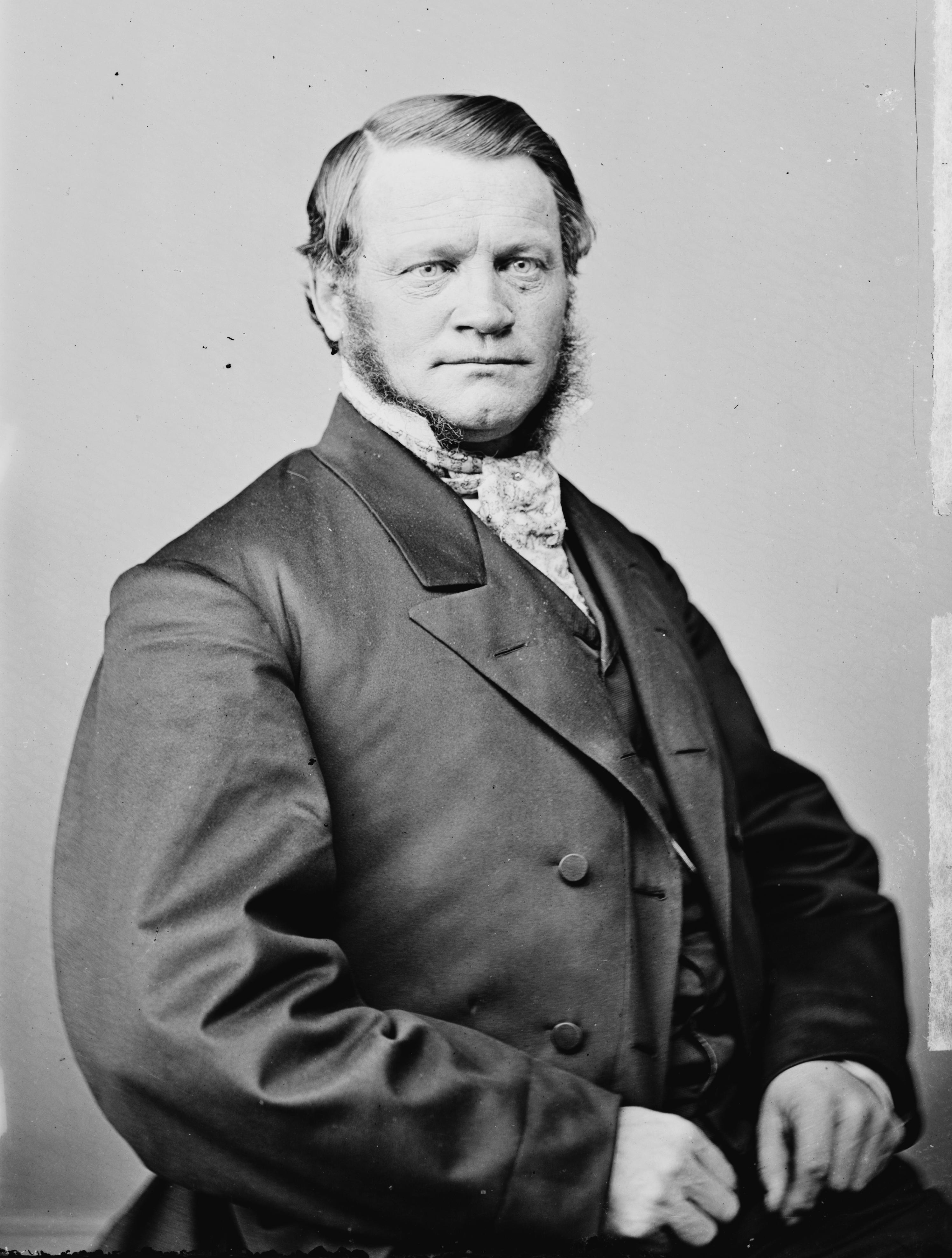
グリネルの創設者の1人で、グリネル大学の後援者でもあった、ジョサイア・ブッシュネル・グリネル

グリネルは17世紀にイングランドから渡ってきたピューリタンの子孫がニューイングランドから入植し、「ヤンキー」の町として創られた。1854年、バーモント州出身の会衆派教会信徒ジョサイア・ブッシュネル・グリネル、牧師ホーマー・ハムリン、測量技師ヘンリー・ハミルトン、およびトーマス・ホリヨーク博士の4名がグリネルの町を創設した。当初、この町はステラ（Stella）と名付けられる予定であったが、ジョサイア・ブッシュネル・グリネルは希少性があり、かつ簡潔であるとして、自らの名をつけるよう説得した。1863年には鉄道が開通し、駅の周りには新しい商業地が形成された。1865年には、グリネルは市制を施行し法人化した。1880年には、グリネルの人口は2,000人を超えた。ロックアイランド鉄道とミネアポリス・アンド・セントルイス鉄道の交点となったことからグリネルは発展し、郡最大の人口を抱えるようになった。
州の政治や教育に大きな影響力を持ち、かつ奴隷制廃止論者であったジョサイア・ブッシュネル・グリネルの存在もあり、南北戦争前には、グリネルは地下鉄道の重要な経由地の1つとなっていた。市民はジョン・ブラウンや、1,000人近い逃亡奴隷に隠れ家を提供し、町を通過させ、その逃亡を助けた。その中でももっともよく知られているのは、1859年2月、12人の逃亡奴隷を連れたブラウンを、ジョサイア・ブッシュネル・グリネルおよび市民がかくまったというものであった。生前のこうした功績を讃えて、国立公園局は2013年、ヘーゼルウッド墓地にあるジョサイア・ブッシュネル・グリネルの墓を国定地下鉄道史跡に指定した。
また、1850年代後期には、グリネルはモルモン・ハンドカート・パイオニアーズ（Mormon Handcart Pioneers）と呼ばれる、東海岸からアイオワシティへ鉄道でやってきて、そこからは手押し車に荷物を載せて歩き、彼らの聖地ソルトレイクシティへと西進したモルモン教徒の経由地になっていた。彼らが通った道は、アイオワシティからフォート・デモインを経てカウンシルブラフスに至るまでは、現在の国道6号線とほぼ同じルートであった。

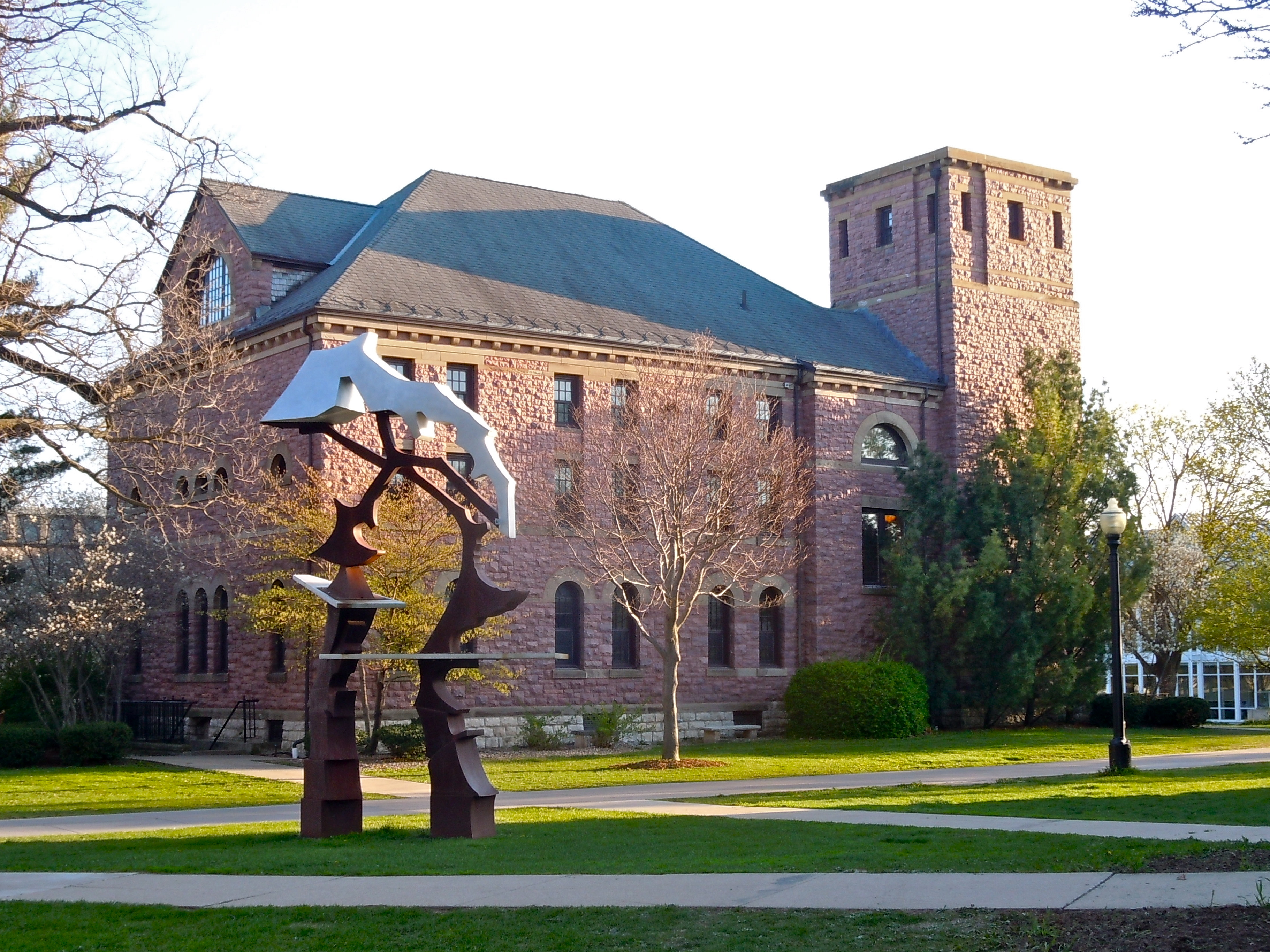
グリネル大学に現存する最古の校舎、グッドナウ・ホール。国家歴史登録財に指定されている。

1846年にアイオワ・カレッジとして創立したグリネル大学は、その翌々年、1848年にダベンポートで開校し、やがてグリネルに移転してきた。1889年には、同学とアイオワ大学が、ミシシッピ川以西の大学同士の対戦としては史上初となるフットボールの試合を行った。1887年に38歳の若さで学長に就任したジョージ・オーガスタス・ゲイツ、および1893年に創設された応用キリスト教神学部門の初代教授に就任したジョージ・D・ヘロンの両名の下、19世紀末の同学は社会的福音運動の中心地となった。1904年には、アンドリュー・カーネギーの寄付金で同学に図書館が建てられた。
こうした発展の一方で、市を壊滅させるような激甚災害も起きた。1882年、藤田スケールF5の竜巻がグリネルの町を襲い、卒業式を10日後に控えたアイオワ・カレッジの校舎を全壊させ、同学の学生2名を含む39名の死者を出した。グリネル市外も含めた全体では、この竜巻は死者68人、重軽傷者300人を出し、被害額は130万ドル（当時）にのぼった。1889年6月には、街外れのカントリーエレベーターから出火、南西からの強風に煽られて市中心部へと達し、市の消防本部を含む、中心部のほとんどが焼失した。

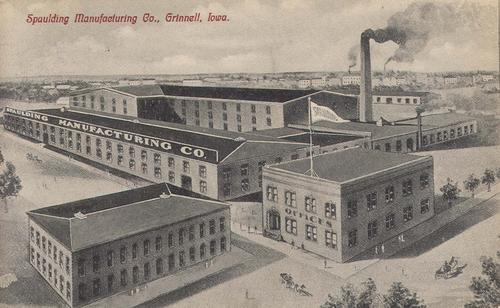
スポールディング工業の本社工場（1910年）

20世紀に入ると、短い間ではあったが自動車産業も興った。スポールディング工業はもともとは1876年に馬車メーカーとしてグリネルで創業したが、1909年に自動車の製造を始めた。しかし、1916年に同社は自動車から撤退した。2013年に同社本社工場跡地にはスポールディング交通センター/アイオワ交通博物館が開館したが、これも長くは続かず、2015年には閉館した。その後、同館の跡地はグリネルの新市庁舎に転用された。
スポールディング工業本社工場跡地転用のほかにも、2010年代には市中心部の再生が進められた。2017年には、グリネル大学が市中心部と同学キャンパスとの間を「合流地点」として活性化すべく、対象地区の土地を購入し、放置され老朽化した建物を取り壊した。また、同じく2017年、市中心部の廃校を改修・改装し、ブティックホテルに転用した、ホテル・グリネルが営業開始した。

## 地理
グリネルは北緯41度44分37秒 西経92度43分29秒 / 北緯41.74361度 西経92.72472度に位置している。州都デモインからは東へ約80km、アイオワシティからは西へ約100kmである。
アメリカ合衆国国勢調査局によると、グリネル市は総面積14.61km2（5.64mi2）である。そのうち14.50km2（5.60mi2）が陸地で0.10km2（0.04mi2）が水域である。総面積の0.68%が水域となっている。市の標高は309mである。

### 気候
グリネルの気候は、やや蒸し暑くなることのある夏と、乾燥して寒さの厳しい冬に特徴付けられる内陸性の気候である。最も暑い7月の平均気温は約23℃、最高気温の平均は約30℃で、日中は月の約1/4以上の日が32℃を超えるが、最低気温の平均は約17℃と、夜になると涼しくなる。最も寒い1月の平均気温は氷点下7℃、最低気温の平均は氷点下12℃で、最高気温でも平均では氷点下2℃までしか上がらない。降水量は春季・夏季の4-9月にかけては多く、月間90-125mm程度、秋季・冬季の10月から3月にかけては少なく、月間30-60mm程度である。冬季の12月から3月にかけては、月間12-18cm程度の降雪が見られる。年間降水量は880mm程度、年間降雪量は70cm程度である。ケッペンの気候区分では、グリネルは中西部の大部分に分布する亜寒帯湿潤気候（Dfa）に属する。
|               | 1月  | 2月  | 3月  | 4月  | 5月   | 6月   | 7月   | 8月   | 9月  | 10月 | 11月 | 12月 | 年    |
| ------------- | ---- | ---- | ---- | ---- | ----- | ----- | ----- | ----- | ---- | ---- | ---- | ---- | ----- |
| 平均気温（℃） | -7.1 | -4.8 | 1.7  | 9.3  | 15.4  | 20.6  | 23.1  | 21.9  | 17.4 | 11.0 | 3.0  | -4.4 | 8.9   |
| 降水量（mm）  | 27.9 | 30.5 | 53.3 | 88.9 | 106.7 | 124.5 | 104.1 | 101.6 | 99.1 | 63.5 | 48.3 | 33.0 | 881.4 |
| 降雪量（cm）  | 18.3 | 16.5 | 12.2 | 3.0  | -     | -     | -     | -     | -    | 0.5  | 4.3  | 17.0 | 71.8  |

### 都市概観と建築物

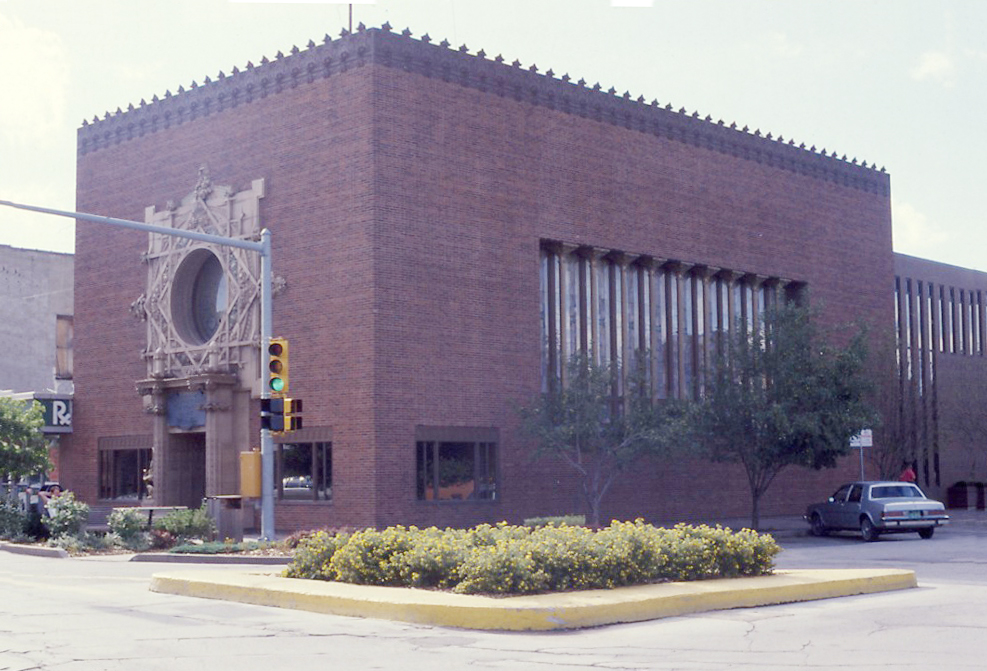
マーチャンツ・ナショナル銀行

グリネルの街路は、東西の通りはアベニュー、南北の通りはストリートと呼ばれている。東西の通りには、市中心部のすぐ南を通る1stアベニューから、市北端を通る16thアベニューに至るまで数字がついており、北を通る通りほど数字が大きくなる。東西の通りは6thアベニュー（国道6号線）が、また南北の通りは市域を縦貫し、市南端で州間高速道路I-80と接続するウェスト・ストリート（州道146号線）がそれぞれ大きな通りではあるが、これらも含めて、東西/南北の住所の基準となっている通りは特に定められていない。グリネル市中心部は、東はパーク・ストリートから西はスプリング・ストリート、南は2ndアベニューから北は6thアベニューに囲まれた、東西・南北ともに600mほどの範囲内に概ね収まっている。
グリネルにはスカイラインを形成する高層建築物は無いが、市中心部を含め、市内の至るところに歴史的建築物が点在している。東をブロード・ストリート、西をメイン・ストリート、南をコマーシャル・ストリート、北を5thアベニューに囲まれた1ブロック半は、1991年にグリネル歴史商業地区として国家歴史登録財に指定されている。同地区内、4thアベニューとブロード・ストリートの北西角に建つマーチャンツ・ナショナル銀行は、ルイス・サリヴァンが設計し、1914年に建てられたもので、1976年に地区全体に先駆けて単体で国家歴史登録財および国定歴史建造物に指定されている。また、市中心部のすぐ北、グリネル大学キャンパスのすぐ西に広がる住宅地は、2008年にノース・グリネル歴史地区として国家歴史登録財に指定されている。

## 政治
グリネルはシティー・マネージャー制を採っている。シティー・マネージャーは市議会の任命によって雇われ、市の行政実務の最高責任者としての役割を果たす。シティー・マネージャーは市法の施行、市職員の人事、市の行政業務の成果、および市の資産の建設・改善・修繕・保守・管理を監督する。シティー・マネージャーは市議会に出席し、必要に応じて市政府各局と調整・協働し、市政および市民の福祉に寄与する施策を推す。市の予算案の作成および財務状況の報告も、シティー・マネージャーの持つ権限、および負う責任の範囲に入る。
市の立法機関である市議会は市長および6人の議員から成っている。6人の議員のうち、4人は市を4つに分けた小選挙区から1人ずつ選出され、残り2人は全市から選出される。市長は市議員とは別に、全市から選出される。市議員の任期は4年で、2年ごと、毎奇数年に行われる普通選挙で半数を改選する。

## 交通

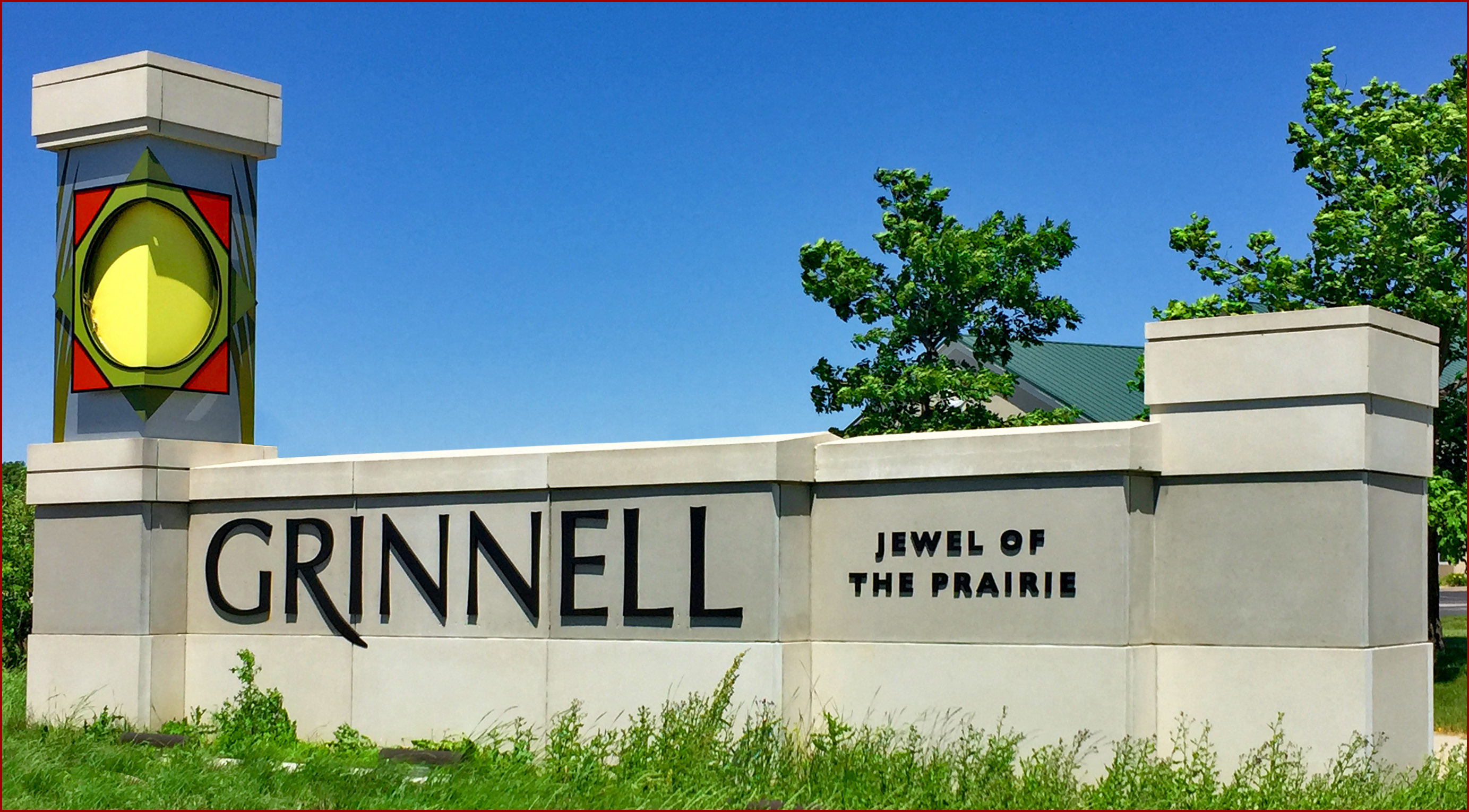
市の標語であるJewel of the Prairieが入ったロードサイド・サイン

グリネルに最も近い商業空港は、市中心部から車で約1時間強、デモインのダウンタウンから南西約5.5kmに立地するデモイン国際空港（IATA: DSM）である。同空港にはデルタ航空、ユナイテッド航空、アメリカン航空）の3大航空会社全てに加えて、サウスウエスト航空、アレジアント・エア、およびフロンティア航空も就航しており、各社のハブ空港をはじめ、25都市27空港への便が発着している。なお、市域南端に立地するグリネル地域空港（IATA: GGI、ビリー・ロビンソン・フィールドとも）は、ゼネラル・アビエーションと呼ばれる、自家用機やチャーター機の発着のみの小規模な空港で、定期旅客便は就航していない。
市域南端には州間高速道路I-80の182番出口が設置されている。I-80は大陸を横断する幹線の1つで、アイオワ州中部を東西に横断しており、西へはデモインを経てオマハ方面へ、また東へはアイオワシティやダベンポートを経てシカゴ方面へと通ずる。

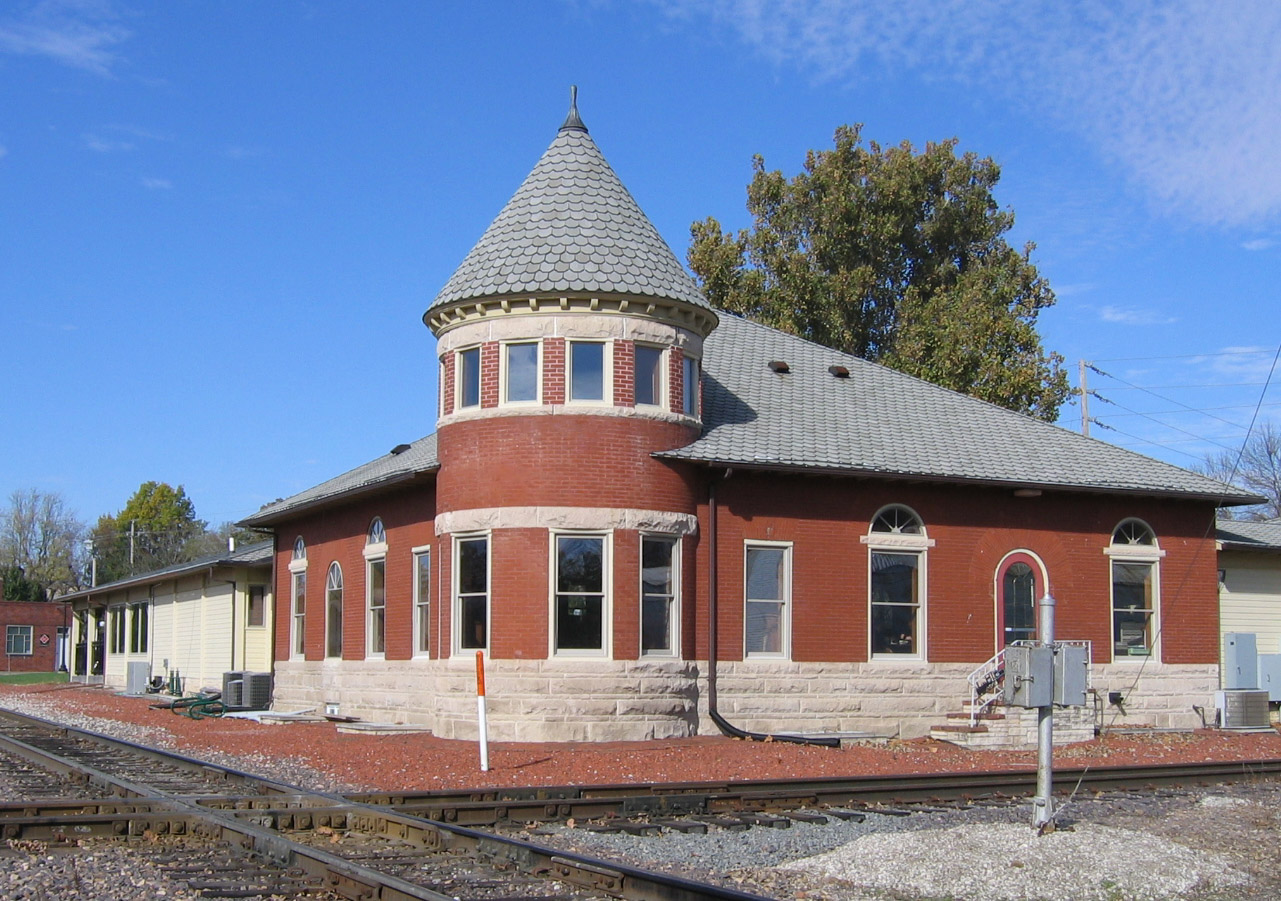
グリネルのユニオン駅。国家歴史登録財に指定されている。

グレイハウンドと提携しているバーリントン・トレイルウェイズのバスストップはグリネル大学のキャンパス内、ローゼンフィールド学生センター前に置かれている。このバスストップにはオマハとシカゴを結ぶ同社の長距離バスが停車する。同センター前は、同学が学年始、学年末、および各休暇期間の始めと終わりに運行している、キャンパスとデモイン国際空港、およびキャンパスとシカゴのユニオン駅をそれぞれ結ぶ、各シャトルバスのターミナルにもなっている。
市中心部のすぐ南東に立地するユニオン駅には、かつてはシカゴとデンバー・コロラドスプリングスを結ぶロックアイランド鉄道の長距離列車、ロッキー・マウンテン・ロケット号が停車していた。1939年に運行を開始したこの列車は、当初からユニオン・パシフィック鉄道のシティ・オブ・デンバー号、ミズーリ・パシフィック鉄道のコロラド・イーグル号、およびバーリントン鉄道のデンバー・ゼファー号と競合していた。加えて、1950年代以降は州間高速道路網の整備が進むにつれて、旅客鉄道の利用客自体が減少し、1966年には運行を終了した。

## 教育

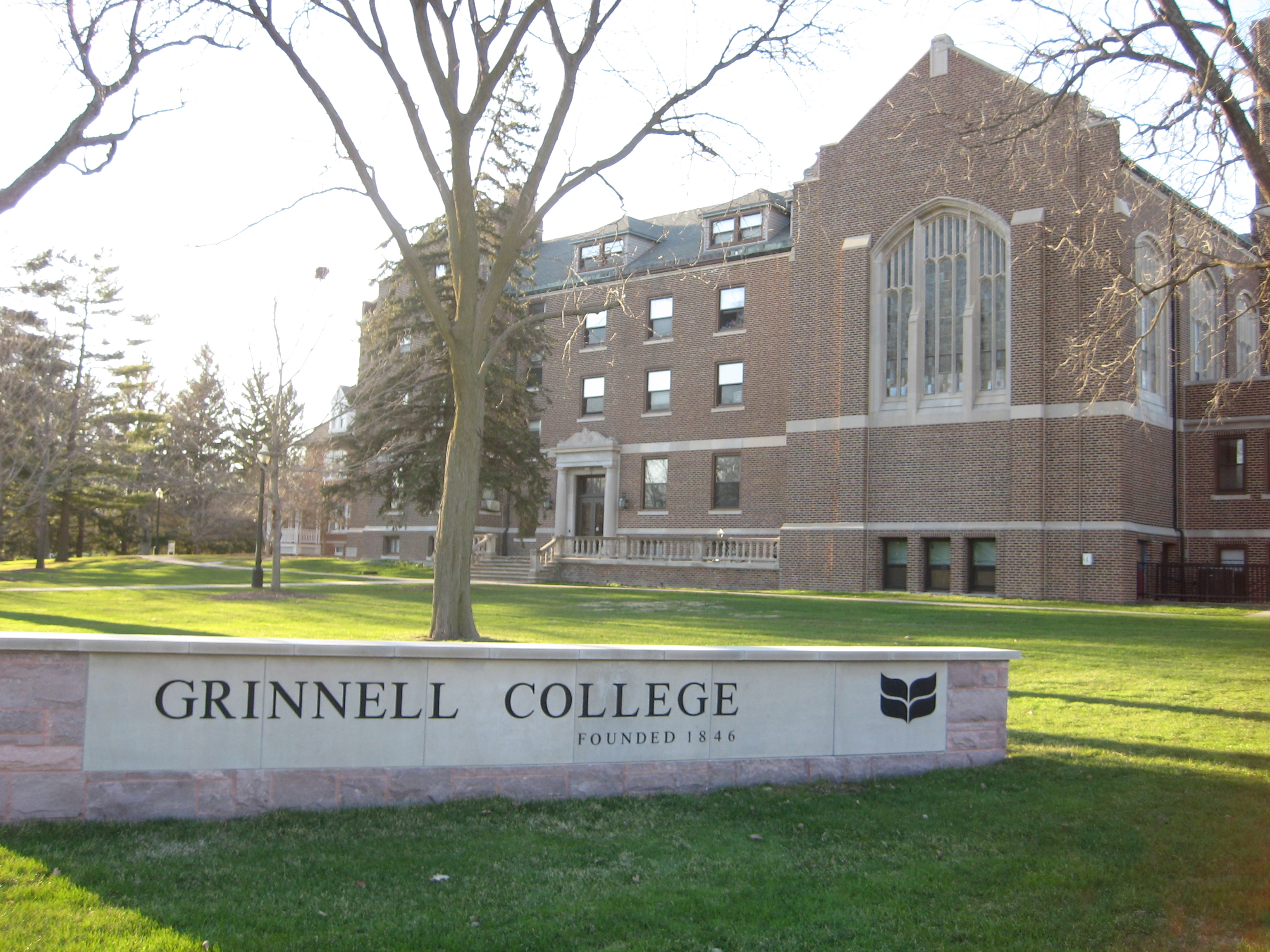
グリネル大学

グリネル大学は市中心部のすぐ北東に120エーカー（486,000m2）のキャンパスを構えている。同学は1846年に創立した私立リベラル・アーツ・カレッジで、学部のみ、約1,700人の学生を抱え、学生対教授の人数比9:1、全授業の65%は学生数20人以下という、リベラル・アーツ・カレッジの特徴とも言える少人数制教育を徹底して行っている。同学は、密度の濃いディスカッションと作文を通じて基本的な学問技能を身に付けることを目的とする、「1年次チュートリアル」と呼ばれる1科目が全学必修となっているほかは、全て42分野にわたる500以上の科目の中から個々の学生による選択という、自由度と柔軟性の高いカリキュラムを特徴としている。同学のスポーツチーム、パイオニアーズはNCAAディビジョンIIIに属し、男子9種目、女子9種目で競っており、全学生の約1/3が参加している。グリネル大学はヒドゥン・アイビーの1つに数えられ、USニューズ&ワールド・レポート誌が毎年出している大学ランキングでは、全米のリベラル・アーツ・カレッジの中で常にトップ25に入っている。
グリネルにおけるK-12課程はグリネル・ニューバーグ・コミュニティ学区の管轄下にある公立学校によって主に支えられている。同学区の歴史はグリネルが創設された1854年までさかのぼる。同学区は小学校前期（就学前/幼稚園・1-2年生）2校、小学校後期（3-4年生）1校（デービス小学校）、中学校（5-8年生）1校（グリネル中学校）、高校（9-12年生）1校（グリネル高校）を有し、約1,750人の児童・生徒を抱えている。加えて、市域西端には、1983年に創立した、セントラル・アイオワ・クリスチャン・スクールという私立の小中一貫校（幼稚園・1-8年生）が立地している。
| スチュワート図書館 |  | ドレイク・コミュニティ図書館 |
| スチュワート図書館 |  | ドレイク・コミュニティ図書館 |

1868年にニューヨーク州からグリネルに移り住み、農夫、銀行員、そして州議会議員を務める傍ら、慈善活動家でもあったジョエル・スチュワートは、その活動の一環として、グリネルに図書館を建てるための寄付金を出した。こうして1902年に開館したスチュワート図書館は、グリネル最初の図書館であり、その後100年以上にわたって公立図書館として使われてきた。1976年には、この図書館は国家歴史登録財に指定された。しかし、この図書館が手狭になってきたため、2009年にこの図書館の1ブロック東、パーク・ストリートと5thアベニューの南東角に、新たな公立図書館としてドレイク・コミュニティ図書館が建てられ、この図書館はグリネル地域芸術委員会本部に転用された。このドレイク・コミュニティ図書館に加えて、グリネル大学のキャンパスから20マイル（32km）以内に居住する高校生以上の地元住民は、グリネル大学の図書館も利用することができる。

## 文化

### 芸術、美術館と博物館

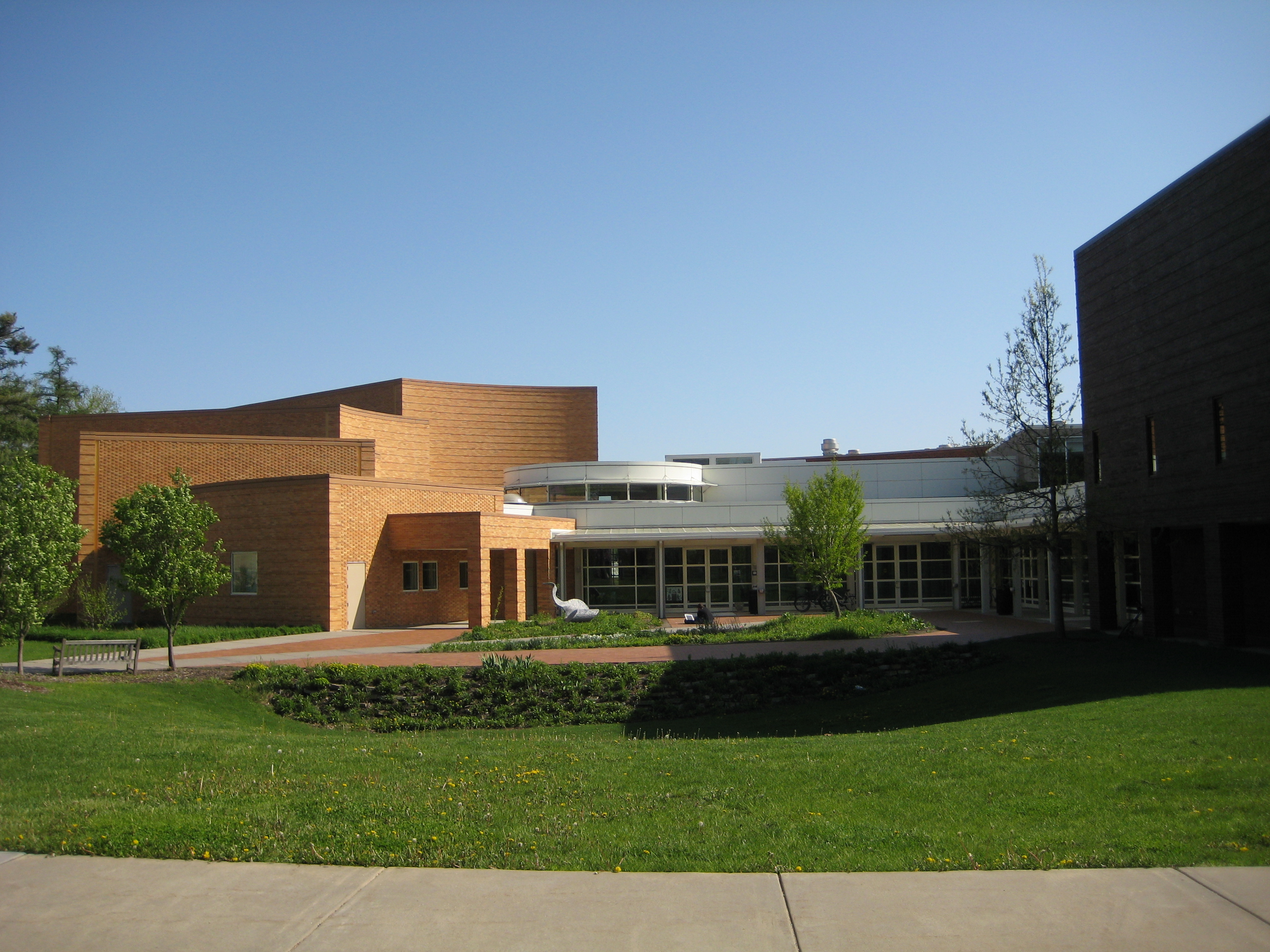
グリネル大学のバックスバウム芸術センター

前述の通り、旧スチュワート図書館にはグリネル地域芸術委員会本部が入っている。市中心部のブロード・ストリート沿い、4thアベニューと5thアベニューの間に立地する同館は、グリネル芸術センターと呼ばれ、ギャラリー、劇場、およびスタジオが入った複合芸術施設として一般に公開されている。スチュワート・ギャラリーというギャラリーは同館の中核を成す施設である。同館の上層階に設けられている、65-100席を設置できるロフト・シアターという劇場は、グリネル・コミュニティ・シアターという市民劇団の本拠地になっている。スチュー・アート・スタジオというスタジオでは芸術教室が、またそのガレージでは陶芸教室が開かれる。また、同館の1ブロック南に広がるセントラル・パークのガゼボで演奏しているコミュニティ・バンドという市民音楽隊も、グリネル地域芸術委員会のプログラムの1つである。
グリネル大学のキャンパス南西端には同学のバックスバウム芸術センターが立地し、グリネル大学美術館が入っている。また、同センターの東隣に立地するバーリング図書館の下層階に設けられている版画・絵画研究室も同館の一部である。同館はフランシスコ・デ・ゴヤの「戦争の惨禍」をはじめとする国際的に名の知れた芸術家の作品から、地域の芸術家のものに至るまで、5,000点以上の作品を収蔵している。これらの収蔵作品は展示物として一般に公開しているほか、同学の研究・教育目的にも使用している。
ノース・グリネル歴史地区内、ブロード・ストリート沿いの6thアベニューと7thアベニューの間には、地区内の歴史的家屋の1つであるマクマレー邸を転用したグリネル歴史博物館が立地する。同館は南北戦争時のグリネルや、グリネルの製造業の歴史に関する事物を常設展示している。また、市庁舎やドレイク・コミュニティ図書館にも、スポールディング工業製のバギーなどの歴史的事物が展示されている。

### イベント
毎年夏季、5-10月の木曜日午後と土曜日午前中には、セントラル・パークでグリネル・ファーマーズ・マーケットが開かれる。また、一部の店舗は冬季でも営業している。
また、夏にはグリネル・ゲームズと呼ばれる、一連のスポーツイベントも開かれる。6月には5kmおよびハーフマラソン、および子供向け障害物競走が行われる。8月には、スプリント・トライアスロン（スイム0.5マイル（800m）、バイク12.4マイル（20km）、ラン3.1マイル（5km））およびミニ・トライアスロン（スイム100m、バイク5マイル（8km）、ラン1マイル（1.6km））という、2種類の距離のトライアスロンが行われる。

### 公園とレクリエーション
前述のコミュニティ・バンドの演奏会やグリネル・ファーマーズ・マーケットの会場となっている、市中心部のブロード・ストリート、パーク・ストリート、3rdアベニュー、4thアベニューに囲まれたブロックを占めるセントラル・パークをはじめ、市の公園・レクリエーション局が管理・運営する公園は市内9ヶ所に設置されている。加えて、市域北東端、グリネル大学キャンパスの東には、少年野球・少女ソフトボール場、少年・少女サッカー場、屋外バスケットボールコート、テニスコート等、各種運動施設を備えた、民営のアーレンズ/パーシャル記念公園が置かれている。夏季には、グリネル相互家族水泳センターという市営のプールが開かれ、同地でアメリカ赤十字社による水泳教室も開催される。加えて、グリネル大学のプールも、地域住民や地元高校の競泳チームに開放されている。

## 人口推移
以下にグリネル市における1860年から2010年までの人口推移をグラフおよび表で示す。
| 統計年 | 人口    |
| ------ | ------- |
| 1860年 | 392人   |
| 1870年 | 1,482人 |
| 1880年 | 2,415人 |
| 1890年 | 3,332人 |
| 1900年 | 3,856人 |
| 1910年 | 5,036人 |
| 1920年 | 5,362人 |
| 1930年 | 4,949人 |
| 1940年 | 5,219人 |
| 1950年 | 6,828人 |
| 1960年 | 7,367人 |
| 1970年 | 8,402人 |
| 1980年 | 8,868人 |
| 1990年 | 8,902人 |
| 2000年 | 9,105人 |
| 2010年 | 9,218人 |

## 註
1. ↑  Zeiss, David. Grinnell: Jewel of the Prairie. 2008年. ASIN B00588AXGU.
2. ↑  Mayor's Welcome. City of Grinnell. 2020年2月11日閲覧.
3. 1 2  About Grinnell. City of Grinnell. 2020年2月11日閲覧.
4. ↑  American FactFinder. U.S. Census Bureau. 2011年2月4日.
5. ↑  Parker, Leonard Fletcher. History of Poweshiek County, Iowa: A Record of Settlement, Organization, Progress and Achievement. Vol.1. p.10. S.J. Clarke Publishing Company. 1911年.
6. ↑  Rosenberry, Lois Kimball Mathews. The Expansion of New England: The Spread of New England Settlement and Institutions to the Mississippi River, 1620-1865. p.247. Houghton Mifflin. 1909年.
7. ↑  Raderstrong, Jeff. J.B. Grinnell: Abolitionist, minister, land speculator. The Grinnell Magazine. 2009年秋号. Grinnell College. 2009年9月21日. 2020年2月19日閲覧.
8. ↑  Hamilton, Henry. "A Chapter in the Early History of Grinnell." Grinnell Herald. 1892年.
9. 1 2 3  History. Town Square Publications. 2020年2月19日閲覧.
10. ↑  Iowa's Underground Railroad (アーカイブ). University of Iowa. 2013年8月11日.
11. ↑  National Underground Railroad Network to Freedom Listings. p.2. National Park Service. 2014年秋.
12. ↑  Kimball, Stanley Buchholz. Mormon Pioneer National Historic Trail. p.67. National Park Service. 1991年.
13. 1 2 3 4 5 6  IOWA - Poweshiek County. National Register of Historic Places. 2020年2月21日閲覧.
14. ↑  Klingensmith, S.J. Goodnow Hall. National Park Service. 1979年4月2日. 2020年2月21日閲覧.
15. 1 2 3 4  Historical Timeline. Grinnell College. 2020年2月21日閲覧.
16. ↑  Grinnell set the standard for football for everyone west of the Mississippi (アーカイブ). Grinnell College. 2012年2月8日.
17. ↑  Morgan, J. "The Development of Sociology and the Social Gospel in America". pp.42-53. Sociological Analysis. Vol.30. Issue 1. Oxford University Press. 1969年. doi: 10.2307/3709933. JSTOR 3709933.
18. ↑  Robert, Handy. "George D. Herron and the Kingdom Movement". pp.97-115. Church History. Vol.19. Issue 2. American Society of Church History. 1950年. doi: 10.2307/3162192. JSTOR 3162192.
19. 1 2  Cavanagh, Lynn and Mary Schuchmann, pp.93-95.
20. ↑  Grazulis, Thomas P. The Most "Important" US Tornadoes by State (アーカイブ). 2016年3月4日.
21. ↑  Grazulis, Thomas P. Significant Tornadoes 1680–1991: A Chronology and Analysis of Events. St. Johnsbury, Vermont: The Tornado Project of Environmental Films. 1993年7月. ISBN 1-879362-03-1.
22. ↑  Beitler, Stu. Grinnell, IA Business Section Fire, June 1889. GenDisasters. 2020年2月21日閲覧.
23. ↑  "A Whole Block Burned; Fire Sweeps Through the Town of Grinnell, Iowa". p.2. New York Times. 1889年6月13日.
24. ↑  Adkins, Dave. More Hometown Memories of Grinnell, Iowa. p.23. Xlibris Corporation. 2013年. ISBN 9781483610207.
25. ↑  Danielson, Dar. Former auto factory is now home to Iowa Transportation Museum in Grinnell. RadioIowa. Learfield News & Ag. 2013年5月28日. 2020年2月21日閲覧.
26. ↑  Aschbrenner, Joel. Closed transportation museum could cost Grinnell millions. Des Moines Register. 2015年12月26日. 2020年2月21日閲覧.
27. ↑  Riley, Roger. City Hall in Grinnell Plans Move to Former Transportation Museum. Des Moines, Iowa: WHO-DT. 2016年10月17日. 2020年2月21日閲覧.
28. ↑  Grinnell City Hall (former Iowa Transportation Museum). RDG Planning & Design. 2020年2月21日閲覧.
29. ↑  Grinnell College Buys Downtown Properties, Plans Demolition of Vacant Building. Grinnell College. 2017年8月14日. 2020年2月21日閲覧.
30. ↑  Rubiner, Betsy. Hotel Grinnell: a schoolhouse turned hotel in this Iowa town. Star Tribune. 2018年3月3日. 2020年2月21日閲覧.
31. ↑  Registration is Now Open For Iowa's Premier Downtown Revitalization Conference. pp.6-7. The Downtown Resource. Vol.2. Iowa Economic Development. 2018年. 2020年2月21日閲覧.
32. 1 2  Historical Weather for Grinnell, Iowa, United States of America. Weatherbase.com. 2020年2月11日閲覧.
33. ↑  List of NHLs by State. National Park Service. 2020年2月26日閲覧.
34. 1 2 3 4  Mayor & City Council. City of Grinnell. 2020年2月25日閲覧.
35. 1 2  City Manager. City of Grinnell. 2020年2月25日閲覧.
36. ↑  Elections. City of Grinnell. 2020年2月25日閲覧.
37. ↑  AirportIQ 5010. (Form 5010: Des Moines Int'l) Airport Master Record. Federal Aviation Administration. 2020年1月30日. 2020年2月11日閲覧.
38. ↑  Nonstop Destinations. Des Moines International Airport. 2020年2月11日閲覧.
39. ↑  AirportIQ 5010. (Form 5010: Grinnell Rgn'l) Airport Master Record. Federal Aviation Administration. 2020年1月30日. 2020年2月11日閲覧.
40. ↑  Airport. City of Grinnell. 2020年2月11日閲覧.
41. ↑  Iowa. Burlington Trailways. 2020年2月11日閲覧.
42. ↑  Transportation. Grinnell College. 2020年2月11日閲覧.
43. ↑  Rocky Mountain Rocket. American-Rails.com. 2020年2月25日閲覧.
44. 1 2  Grinnell College. U.S. News & World Report. 2019年. 2020年2月26日閲覧.
45. 1 2  Grinnell at a Glance. Grinnell College. 2020年2月26日閲覧.
46. ↑  Individually Advised Curriculum, First Year Tutorial, Majors and Concentrations. Grinnell College. 2020年2月26日閲覧.
47. ↑  Grinnell Pioneers Home. Grinnell College. 2020年2月26日閲覧.
48. ↑  Greene, Howard and Matthew W. Greene. Greenes' Guides to Educational Planning: The Hidden Ivies, 3rd Edition: 63 of America's Top Liberal Arts Colleges and Universities. New York: HarperCollins. 2016年. ISBN 978-0062420909.
49. ↑  Best Colleges 2020: National Liberal Arts Colleges Rankings. U.S. News & World Report. 2019年. 2020年2月26日閲覧.
2020年版（2019年発行）では14位であった。
50. ↑  District. Grinnell-Newburg Community School District. 2020年2月26日閲覧.
51. ↑  History. Central Iowa Christian School. 2020年2月26日閲覧.
52. ↑  Cameron, Virginia S. Stewart Library. pp.1-3. National Register of Historic Places Inventory -- Nomination Form. National Park Service. 1976年8月10日. 2020年2月26日閲覧.
53. 1 2  Cavanagh, Lynn and Mary Schuchmann, p.17.
54. ↑  Circulation for Visitors. Grinnell College. 2020年2月26日閲覧.
55. ↑  Stewart Gallery. Grinnell Area Arts Council. 2020年2月28日閲覧.
56. ↑  The Loft Theatre, Grinnell Community Theatre. Grinnell Area Arts Council. 2020年2月28日閲覧.
57. ↑  The Stew, Arts Academy, Ceramics. Grinnell Area Arts Council. 2020年2月28日閲覧.
58. ↑  Community Band. Grinnell Area Arts Council. 2020年2月28日閲覧.
59. ↑  About the Grinnell College Museum of Art. Grinnell College. 2020年2月28日閲覧.
60. ↑  Museum of Art Collection, Exhibitions. Grinnell College. 2020年2月28日閲覧.
61. ↑  History of the Museum. Grinnell Historical Museum. 2020年2月28日閲覧.
62. ↑  https://grinnellhistoricalmuseum.org/currentupcoming-exhibits.html Current/Upcoming Exhibits. Grinnell Historical Museum. 2020年2月28日閲覧.
63. ↑  Grinnell Farmers Market, Food Resource Guide. Grinnell Chamber of Commerce. 2020年2月29日閲覧.
64. ↑  5K & 1/2 Marathon Runs. Grinnell Games. 2020年2月29日閲覧.
65. ↑  Lil' Warrior Run. Grinnell Games. 2020年2月29日閲覧.
66. ↑  Sprint Triathlon. Grinnell Games. 2020年2月29日閲覧.
67. ↑  Mini Triathlon. Grinnell Games. 2020年2月29日閲覧.
68. ↑  Ahrens Park Foundation. Claude W. & Dolly Ahrens Foundation. 2020年2月29日閲覧.
69. ↑  Aquatic Center. City of Grinnell. 2020年2月29日閲覧.
70. ↑  American Red Cross Swim Lessons. City of Grinnell. 2020年2月29日閲覧.
71. ↑  Portfolio: Grinnell College - Athletics and Fitness Center. Counsilman-Hunsaker. 2020年2月29日閲覧.
72. ↑  Gibson, Campbell. Population of the 100 Largest Cities and Other Urban Places in the United States: 1790 to 1990. US Census Bureau. 2005年.